# تپلی‌های پردردسر
تپلی‌های پردردسر با عنوان اصلیِ اِسمِشاریکی (روسی: Смеша́рики) که در کشورهای انگلیسی‌زبان با نامِ کیکوریکی (انگلیسی: Kikoriki) و گوگوریکی (انگلیسی: GoGoRiki) هم شناخته می‌شود، یک مجموعهٔ کارتونی روسی است که برای کودکان ۳ تا ۸ سال ساخته شده است و نخستین بار در تاریخ ۷ مه ۲۰۰۴ به روی آنتن رفت.
عنوان روسی این کارتون (اِسمِشاریکی) از دو واژهٔ «смешные» به معنیِ خنده‌دار و بامزه و «шарики» به معنیِ توپ‌های کوچولو گرفته شده است و «توپ‌های کوچولوی خنده‌دار» اشاره به بدن‌های گرد شخصیت‌های این کارتون دارد.
این مجموعهٔ تلویزیونی به عنوان بخشی از پروژه فرهنگی-آموزشی «دنیای بدون خشونت» که از برنامه‌های دولتی روسیه است، ساخته شده است.
این انیمیشن ۲۰۸ قسمت دارد و پخش جهانی آن نخستین بار در تاریخ ۱۳ سپتامبر ۲۰۰۸ از طریق کانال کودکانِ شبکهٔ «سی‌دابلیو» و با عنوانِ «گوگوریکی» انجام شد.
این مجموعهٔ کارتونی در ایران از شبکهٔ پویا پخش شده است.